# Отопень
Отопень, Отопені (рум. Otopeni) — місто у повіті Ілфов в Румунії. Адміністративно місту також підпорядковане село Одейле (населення 1014 осіб, 2002 рік).
Місто розташоване на відстані 12 км на північ від Бухареста, 127 км на південь від Брашова.

## Населення
За даними перепису населення 2002 року у місті проживали 10 215 осіб.
Національний склад населення міста:
| Національність   | Кількість осіб | Відсоток |
| ---------------- | -------------- | -------- |
| румуни           | 10117          | 99,0%    |
| угорці           | 14             | 0,1%     |
| цигани           | 13             | 0,1%     |
| греки            | 9              | 0,1%     |
| німці            | 7              | 0,1%     |
| турки            | 7              | 0,1%     |
| росіяни-липовани | 4              | < 0,1%   |
| євреї            | 4              | < 0,1%   |
| поляки           | 3              | < 0,1%   |
| хорвати          | 2              | < 0,1%   |
| серби            | 1              | < 0,1%   |
| болгари          | 1              | < 0,1%   |
| італійці         | 1              | < 0,1%   |

Рідною мовою назвали:
| Мова       | Кількість осіб | Відсоток |
| ---------- | -------------- | -------- |
| румунська  | 10151          | 99,4%    |
| угорська   | 11             | 0,1%     |
| турецька   | 7              | 0,1%     |
| німецька   | 6              | 0,1%     |
| грецька    | 4              | < 0,1%   |
| російська  | 2              | < 0,1%   |
| українська | 1              | < 0,1%   |
| болгарська | 1              | < 0,1%   |
| польська   | 1              | < 0,1%   |
| італійська | 1              | < 0,1%   |

Склад населення міста за віросповіданням:
| Релігія            | Кількість осіб | Відсоток |
| ------------------ | -------------- | -------- |
| православні        | 10015          | 98,0%    |
| римо-католики      | 52             | 0,5%     |
| баптисти           | 48             | 0,5%     |
| мусульмани         | 42             | 0,4%     |
| адвентисти         | 19             | 0,2%     |
| п'ятдесятники      | 13             | 0,1%     |
| бретрени           | 9              | 0,1%     |
| греко-католики     | 5              | < 0,1%   |
| юдеї               | 4              | < 0,1%   |
| атеїсти            | 3              | < 0,1%   |
| реформати          | 2              | < 0,1%   |
| лютерани           | 1              | < 0,1%   |
| не вказали релігію | 1              | < 0,1%   |